# 和歌山市立有功小学校
和歌山市立有功小学校（わかやましりつ いさおしょうがっこう 英称:Wakayama City Munipical Isao Elementary School）は、和歌山県和歌山市園部に存在する公立小学校。

## 沿革

### 開校後
- 1876年6月1日 - 和歌山県海草郡園部村の一楽寺境内に園部小学校が開校[1]。
- 1894年3月22日 - 同校を有功尋常小学校と呼称[1]。
- 1899年6月8日 - 同校を有功尋常高等小学校と改称[1]。
- 1899年7月8日 - 同校の校舎改築開校式を挙行[1]。
- 1914年1月7日 - 同校が新校舎で授業を開始[1]。
- 1914年3月3日 - 同校の新校舎が現在地での建築竣工式を挙行[1]。
- 1923年9月6日 - 同校が有功村園部1451番地に農業実習園を造成[1]。
- 1932年11月3日 - 同校の校旗を制定し、同校の国旗掲揚台が竣工[1]。
- 1941年4月1日 - 同校を有功国民学校と改称[1]。
- 1944年9月10日 - 同校に疎開児童を受入[1]。
- 1945年4月11日 - 同校を軍隊宿舎に提供し、同校が2部授業を実施[1]。
- 1947年4月1日 - 同校を有功小学校と改称[1]。
- 1948年9月27日 - 同校のPTA発会式を挙行[1]。
- 1948年12月24日 - 同校の第1回学校給食を開始[1]。
- 1956年9月30日 - 同校の南校舎が落成[1]。
- 1958年4月1日 - 同校を和歌山市立有功小学校と改称[注 1]。
- 1965年8月27日 - 同校の校歌を制定[1]。
- 1998年7月25日 - 和歌山毒物カレー事件が生起し、被害者である同校の児童が死亡[1]、以後給食にカレーライスは提供されていない[注 2]。

## 学区

### 通学区域
特別な事情がない限り以下の町域に居住している児童総員が同校へ通学し、和歌山市立有功中学校へ進学することとなっている。
- 園部の一部
- 六十谷の一部

### 主要施設
- 園部公園

### 自然景観
- 紀の川
- 鳴滝川

## 著名な出身者
- 中谷仁 - 元プロ野球選手
- 半田真一 - 高校野球指導者